# Euphranta flavoscutellata
Euphranta flavoscutellata är en tvåvingeart som beskrevs av Hardy 1970. Euphranta flavoscutellata ingår i släktet Euphranta och familjen borrflugor. Inga underarter finns listade i Catalogue of Life.